# Rott (dopływ Inn)

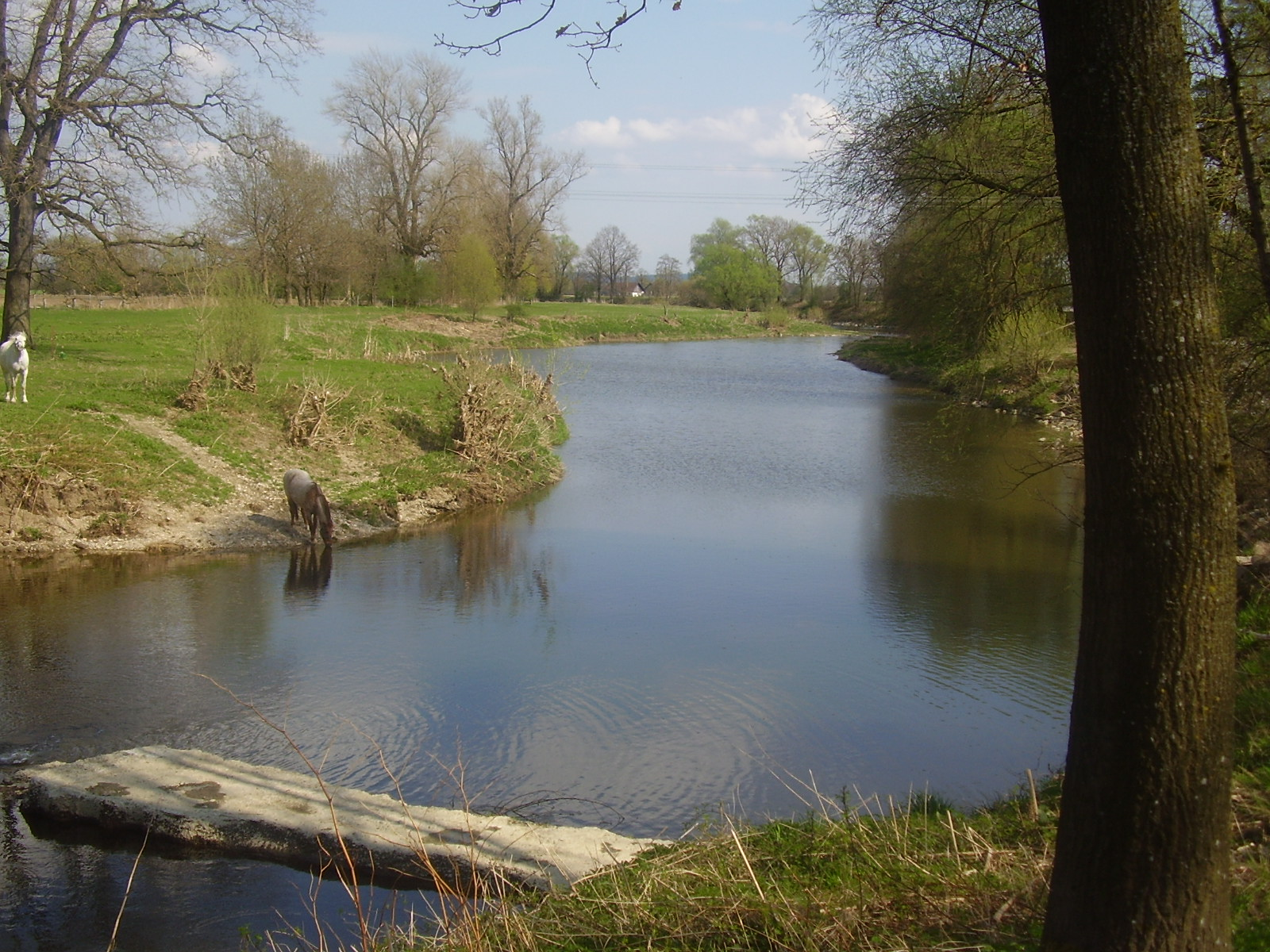
Rott koło Ruhstorf an der Rott

Rott – rzeka w Bawarii o długości 109 km, lewy dopływ Inn. 
Jej źródła znajdują się w jest osadzie Wurmsham w Bawarii pomiędzy Landshut a Waldkraiburgiem. Płynie na wschód poprzez Neumarkt-Sankt Veit, Eggenfelden, Pfarrkirchen, Pocking. Wpływa do rzeki Inn na granicy z Austrią.